# Marco Antonio Peralta
Marco Antonio Peralta Solorio (Ciudad de México, 23 de agosto de 1967) es un futbolista mexicano que juega como defensa.

## Trayectoria
En Primera División disputó 3 partidos en el Club Necaxa.

### Clubes
| Club                     | País                | Año         | Partidos | Goles | Media |
| ------------------------ | ------------------- | ----------- | -------- | ----- | ----- |
| Club Necaxa              | México              | 2000 - 2001 | 6        | 4     | 0     |
| Gallos de Aguascalientes | México              | 2001 - 2002 | 12       | 3     | 0.08  |
| Club América             | México              | 2003        | 6        | 14    | 0     |
| Total en su carrera      | Total en su carrera | 2000 - 2003 | 24       | 21    | 0.04  |

## Estadísticas

### Clubes
La siguiente tabla detalla los encuentros disputados y los goles marcados en los clubes en los que ha militado.
| C. Necaxa · México                             | 1.ª                 | 2000-01             | 3  | 0 | - | - | 3 | 0 | 6  | 0 |
| C. Necaxa · México                             | 1.ª                 | Total               | 3  | 0 | - | - | 3 | 0 | 6  | 0 |
| Gallos de Aguascalientes · México              | 2.ª                 | 2001-02             | 12 | 1 | - | - | - | - | 12 | 1 |
| Gallos de Aguascalientes · México              | 2.ª                 | Total               | 12 | 1 | - | - | - | - | 12 | 1 |
| Correcaminos U.A.T. · México                   | 2.ª                 | 2003                | 6  | 0 | - | - | - | - | 6  | 0 |
| Correcaminos U.A.T. · México                   | 2.ª                 | Total               | 6  | 0 | - | - | - | - | 6  | 0 |
| Total en su carrera                            | Total en su carrera | Total en su carrera | 21 | 1 | - | - | 3 | 0 | 24 | 1 |
| (1)Incluye datos de la Copa Merconorte (2000). |                     |                     |    |   |   |   |   |   |    |   |